# هاري بامفورد
هاري بامفورد (بالإنجليزية: Harry Bamford)‏ (8 أكتوبر 1920 ببرستل في المملكة المتحدة - 31 أكتوبر 1958 ببرستل في المملكة المتحدة) هو لاعب كرة قدم بريطاني في مركز الدفاع. لعب مع نادي بريستول روفيرز.